# Berryz工房シングルVクリップス③
『Berryz工房シングルVクリップス③』（ベリーズこうぼうシングルVクリップス スリー）は、Berryz工房の3枚目のPV集。

## 収録内容
1. オープニング
2. ジリリ キテル
3. 笑っちゃおうよ BOYFRIEND
4. 胸さわぎスカーレット
5. VERY BEAUTY
6. 告白の噴水広場
7. 付き合ってるのに片思い

特典映像1
1. ジリリ キテル （Dance Shot Ver.）
2. 笑っちゃおうよ BOYFRIEND （Dance Shot Ver.）
3. 胸さわぎスカーレット （Dance Shot Ver.）
4. 胸さわぎスカーレット （Close-up Ver.）
5. VERY BEAUTY （Dance Shot Ver.）
6. 告白の噴水広場 （Close-up Ver.）
7. 付き合ってるのに片思い （Close-up Ver.）

特典映像2
- 収録曲全てのTV-SPOT （15/30sec.）

特典映像3
- 付き合ってるのに片思い メイキング映像